# Книга злагоди
Книга злагоди (нім. Das Konkordienbuch або лат. Concordia) — це збірка релігійних текстів, знаних як символічні книги лютеранських церков, призначених для унормування конфесійної основи лютеранів. Книга злагоди вийшла у світ німецькою мовою 25 червня 1580 року, пізніше латиною в Лейпцигу близько 1584 року.

## Історія
Після смерті Мартіна Лютера у лютеранських церквах Німеччини виникли різні богословські суперечки (протиріччя адіафористів, синергістів, антиноміан, майористів), які велися під запеклим шквалом упертості, чим ставили під загрозу політичну єдність німецького лютеранства. У 1558 Філіпп Меланхтон представив першу збірку текстів (corpus doctrinae), Франкфуртський рецесив, як загальну основу для сповідання. Проте цей твір не набув великої популярності. У наступні роки деякі священослужителі склали власні corpora doctrinae, які, однак, відрізнялися за обсягом.
Після смерті Меланхтона прийшло розуміння того, що суперечки не можуть бути вирішені лише авторитетними зборами конфесійних писань, але для авторитетного тлумачення Confessio Augustana необхідне інше конфесійне писання. Таким чином, з 1570 року розпочалася робота, яка призвела до прийняття Формули Згоди у 1577 році. З появою цього конфесійного документа можна було знову розпочати реалізацію проєкт зі складання обов'язкового збірника конфесійних текстів. Таким чином, з 1570 року розпочалася робота, яка призвела до прийняття Формули Згоди у 1577 році. З появою цього конфесійного документа можна було знову розпочати реалізацію проєкт зі складання обов'язкового збірника конфесійних текстів. Які документи мають бути обов'язковими, вже було визначено у Формулі Згоди. Однак було особливо важко визначити точну форму тексту, особливо Confessio Augustana, яку Меланхтон неодноразово змінював багато років. Передмова була узгоджена на двох богословських з'їздах, а перша версія була надрукована тиражем 6000 екземплярів на початку 1580 року. Навесні Якоб Андрее, Мартін Хемніц і Ніколаус Зельнекер, які вже відігравали провідну роль у роботі над Формулою згоди, склали додаток із цитатами з Отців Церкви. У 50-ті роковини прийняття Confessio Augustana з'явилася остаточна друкована версія з кількома вже отриманими підписами.

## Зміст
Книга злагоди містить:
- Передмова
- Три Вселенські Символи віри
  - Апостольський Символ віри
  - Нікейський Символ віри
  - Афанасіївський Символ віри
- Ауґзбурзьке віросповідання
- Апологія Ауґзбурзького віросповідання
- Шмалькальдські статті
- Про владу і примат папи
- Малий Катехізис
- Великий Катехізис
- Формула Злагоди
- Каталог свідчень
- Саксонські візитаційні статті

## Український переклад
Вперше українською мовою твори лютеранської церкви були перекладені в 1933 році Теодором Ярчуком, пізніше спалені у процесі чисток НКВС. Наразі існують переклади авторства В. Горпинчука з англійської мови (декотрі твори з німецької), що здійснювався протягом довгих п'яти років і видані й Українською лютеранською церквою.
- Твори Лютера : у 5 т. / пер. укр. мовою В. Горпинчука. Київ : Українська Лютеранська Церква, 2013–2017.